# Südtirol Arena

Südtirol Arena (italienska: Arena Alto Adige) är en skidskytteanläggning i Antholz (italienska: Anterselva), Italien.

## Historia

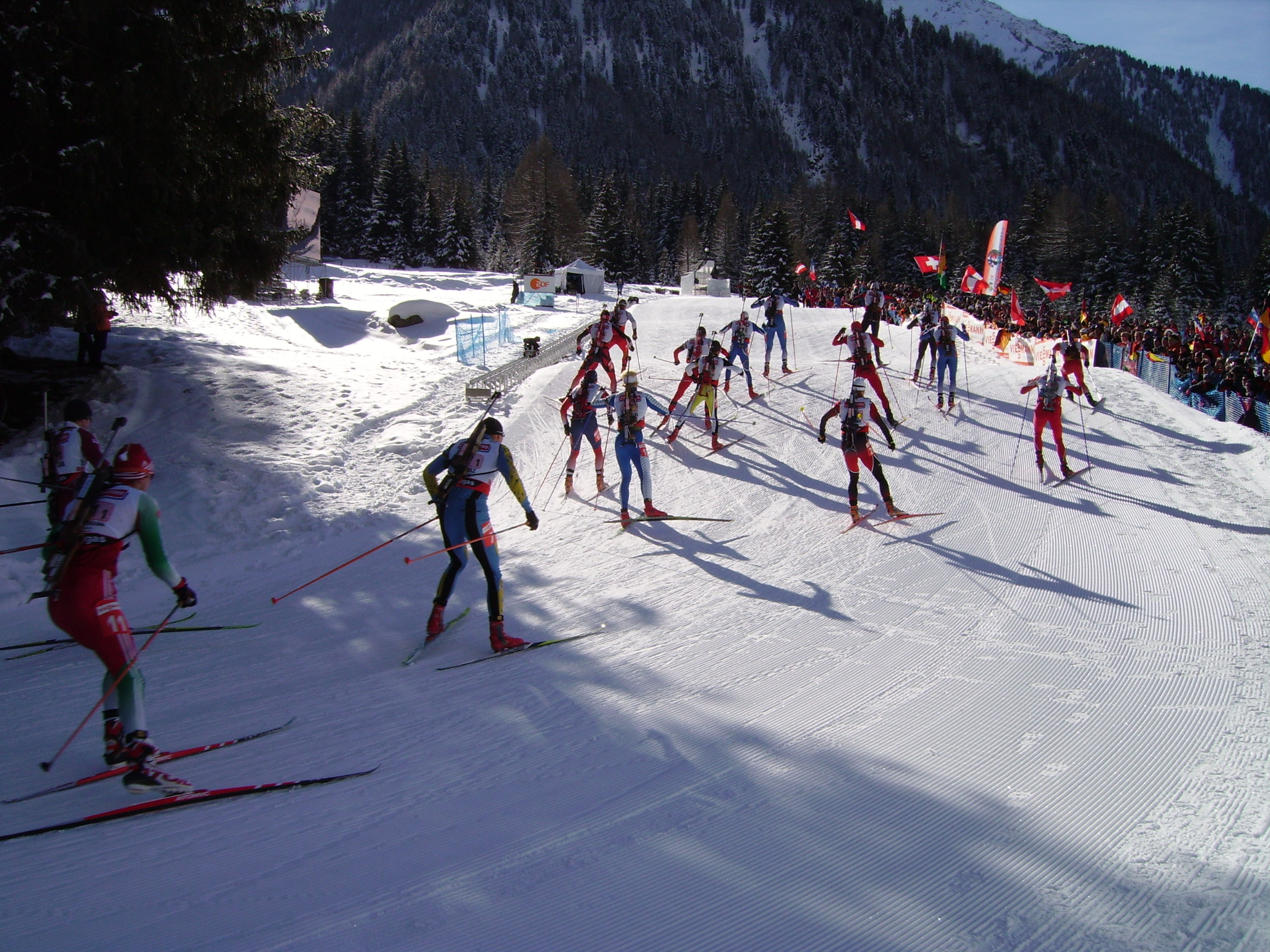
Stafetten i skidskytte-VM 2007.

Südtirol Arena byggdes år 1969 och öppnades 1971. Sedan dess har tävlingar i skidskyttevärldscupen anordnats på anläggningen nästan varje år. Där har även anordnats flera världsmästerskap: 1975, 1976, 1983, 1995, 2007 och 2020, samt juniorvärldsmästerskapen i skidskytte 1975 och 1983. Under VM 2007 nådde man upp till 23 000 åskådare som mest under en dag.

### Renoveringen 2006
Inför världsmästerskapet 2007 gjordes en omfattande renovering av stadion. Man utökade exempelvis läktarna och byggde nya hus för bland annat kommentatorer och domare.

## Anläggningen
Südtirol Arena är, med sina 1 600 meter över havet, den högst belägna anläggningen i skidskyttevärldscupen.

## Övriga evenemang
Förutom skidskytte, anordnar Südtirol Arena även vissa längdskidåkningstävlingar i de italienska mästerskapen. I Antholz finns även en backe för alpin skidåkning.

### Fotnoter
1. ↑  ”Skidskytte-VM, torsdag” (på svenska). Sportbladet. 13 februari 2020. https://www.aftonbladet.se/sportbladet/a/8mKJWw/guide-skidskytte-vm-torsdag. Läst 17 februari 2020.